# Joseph Rock
Joseph Rock  (Viena, 13 de janeiro de 1884 – Honolulu, 5 de dezembro de 1962) foi um botânico, linguista, explorador e geógrafo norte-americano de origem austríaca.